# Kanic vroubený
Kanic vroubený (Epinephelus marginatus) je ostnoploutvá ryba z čeledi kanicovití (Serranidae) a rodu Epinephelus rozšířená v Atlantiku, Středozemním moři a Indickém oceánu. Druh popsal Richard Thomas Lowe v roce 1834. Je to velká ryba, která dosahuje velikosti až 1,5 m. Má prostornou tlamu, s protáhlou spodní čelistí, pomocí níž dovede rychle uchvátit kořist. Mladší jedinci se živí především kraby a krevetami, zatímco dospělci pojídají hlavně ryby. Podle IUCN jde o zranitelný druh.

## Výskyt

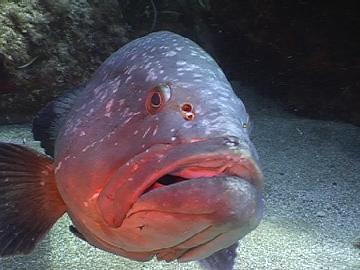
Kanic vroubený, tlama

Všichni kanicové žijí převážně v teplých mořích subtropického pásu. Kanic vroubený je rozšířen v západním Indickém oceánu od pobřeží Jihoafrické republiky po Mosambik, dále žije při pobřeží Madagaskaru a u Maskarén. V Atlantském oceánu se kanic vroubený vyskytuje od jižní části Lamanšského průlivu podél západního pobřeží Evropy a Afriky (až po Angolu, možná i jižněji), přičemž je rozšířen skrze Středozemní moře. Žije rovněž v jihozápadním Atlantiku podél jihoamerického pobřeží.
Jde o útesový druh, jenž žije v hloubkách 8–300 m. Obývá skalnatá dna, často jej lze najít i v porostech tzv. mořských luk tvořených posidoniemi či vochou mořskou. Žije ve skalních proláklinách, které mívají více než jeden východ a je vysoce teritoriální, proti vetřelcům často vyráží a snaží se je napadnout.

## Popis
Kanic vroubený dosahuje velikosti až 1,5 m, hmotnost se může vyšplhat až k 60 kg. Tělo je oválné a zhruba 4x delší než jeho výška, kůže má šedo-hnědé zbarvení se skvrnami, avšak staří samci bývají rovnoměrně hnědí. Hřbetní ploutev tvoří asi 11 tvrdých paprsků a 14 až 16 paprsků měkkých. Spodní čelist kanice je výrazně větší než horní a slouží k výpadu na kořist. Jacques-Yves Cousteau o kanicích kvůli jejich vzhledu údajně prohlásil, že jde o jedny z nejpodivnějších tvorů, jaké lze v moři potkat.

## Chování
I přes svou velikost jsou kanicové poměrně mírní, lokálně přivykli i přítomnosti potápěčů, k nimž se často přibližují a nechávají se krmit. Jednotlivci jsou však k sobě vysoce teritoriální. Kanic je predátor; zatímco mladší jedinci se živí především kraby a krevetami, dospělci pojídají hlavně ryby. Tyto ryby se dožívají až 50 let.

### Rozmnožování
Kanicové vroubení jsou protogynní hermafrodité – narodí se jako samice, ale časem se z nich vyvinou samci. Pohlavní dospělosti dosahují relativně pozdě. Například samice při pobřeží Tuniska dosahují pohlavní dospělosti ve věku kolem pěti let a mezi devíti a šestnácti lety se z nich vyvíjejí samci. Tření ryb probíhá v létě. Jikry po nakladení plavou ve vodě.

## Ohrožení

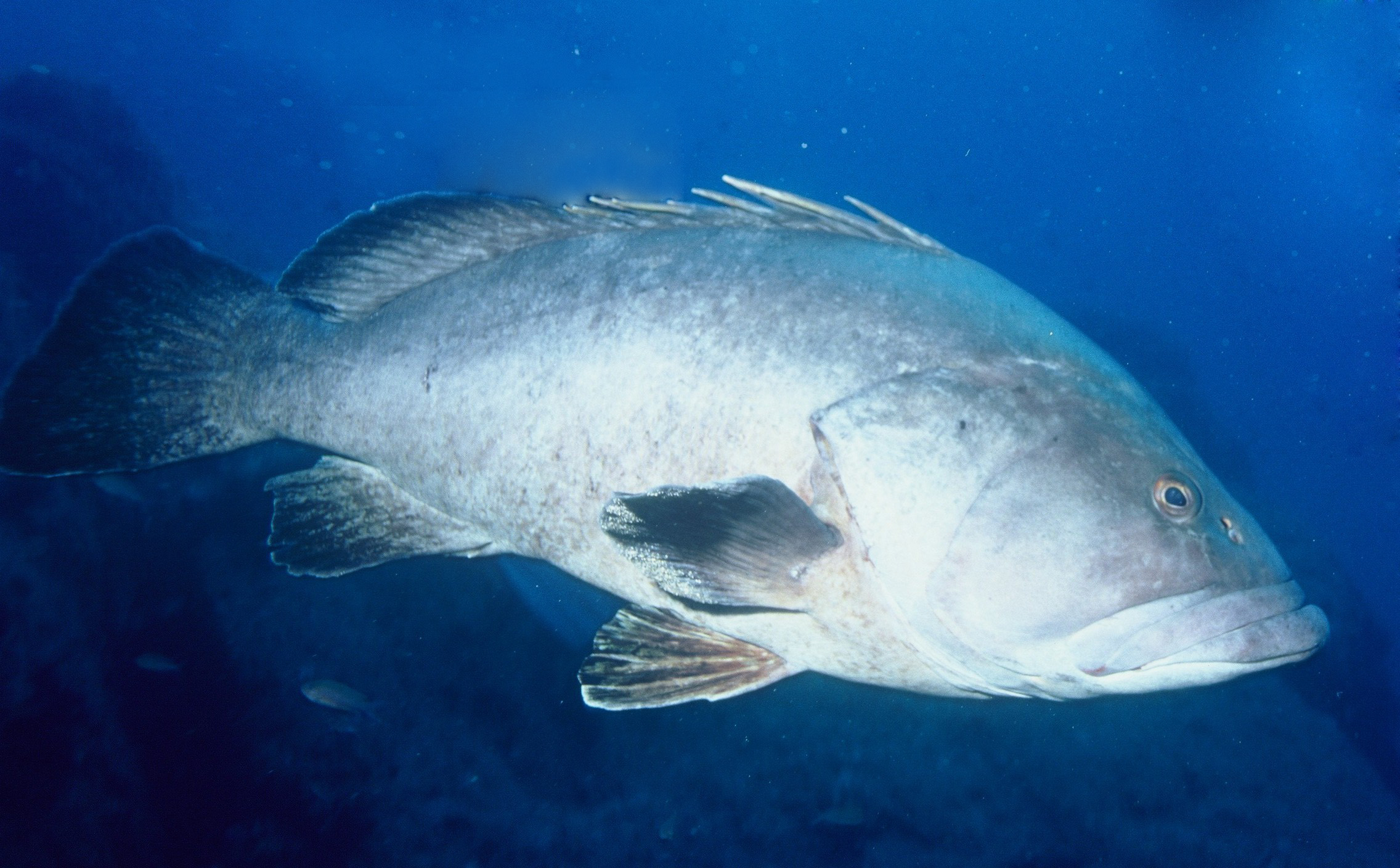
Kanic vroubený

Kanic vroubený je ohrožen nadměrným rybolovem, protože je chutnou konzumní rybou. Velcí dospělci mohou být rovněž loveni jako trofejní zvířata. Ohrožení znásobuje především to, že kanicové rostou relativně pomalu, dospělosti dosahují pozdě a jejich reprodukční cyklus je poměrně složitý, kvůli čemuž se jejich populace neobnovují dostatečně rychle. Lov se výrazně podepsal na subpopulaci obývající severovýchodní Atlantik a Středozemní moře, která je však zároveň nejpočetnější. Mezinárodní svaz ochrany přírody (IUCN) k roku 2018 uvádí, že populace v této oblasti za posledních ca 34 roků (jedna generace) zaznamenaly pokles kolem 88 %.
IUCN druh hodnotil jako ohrožený, v posledním vyhodnocení z roku 2018 jej přeřadil na základě pečlivějšího vyhodnocení dostupných dat mezi druhy zranitelné, i tak ale stále předpokládá celosvětový pokles populací o min. 30 – 50 % během dvou generací. Oživení populací přináší určité omezení lovu. V JAR je lov omezen na maximálně pět kaniců za den, francouzské úřady se rozhodly lov zakázat. Mimo to probíhají snahy o umělý odchov v akváriích, ovšem zatím s velkými obtížemi.

## Taxonomie

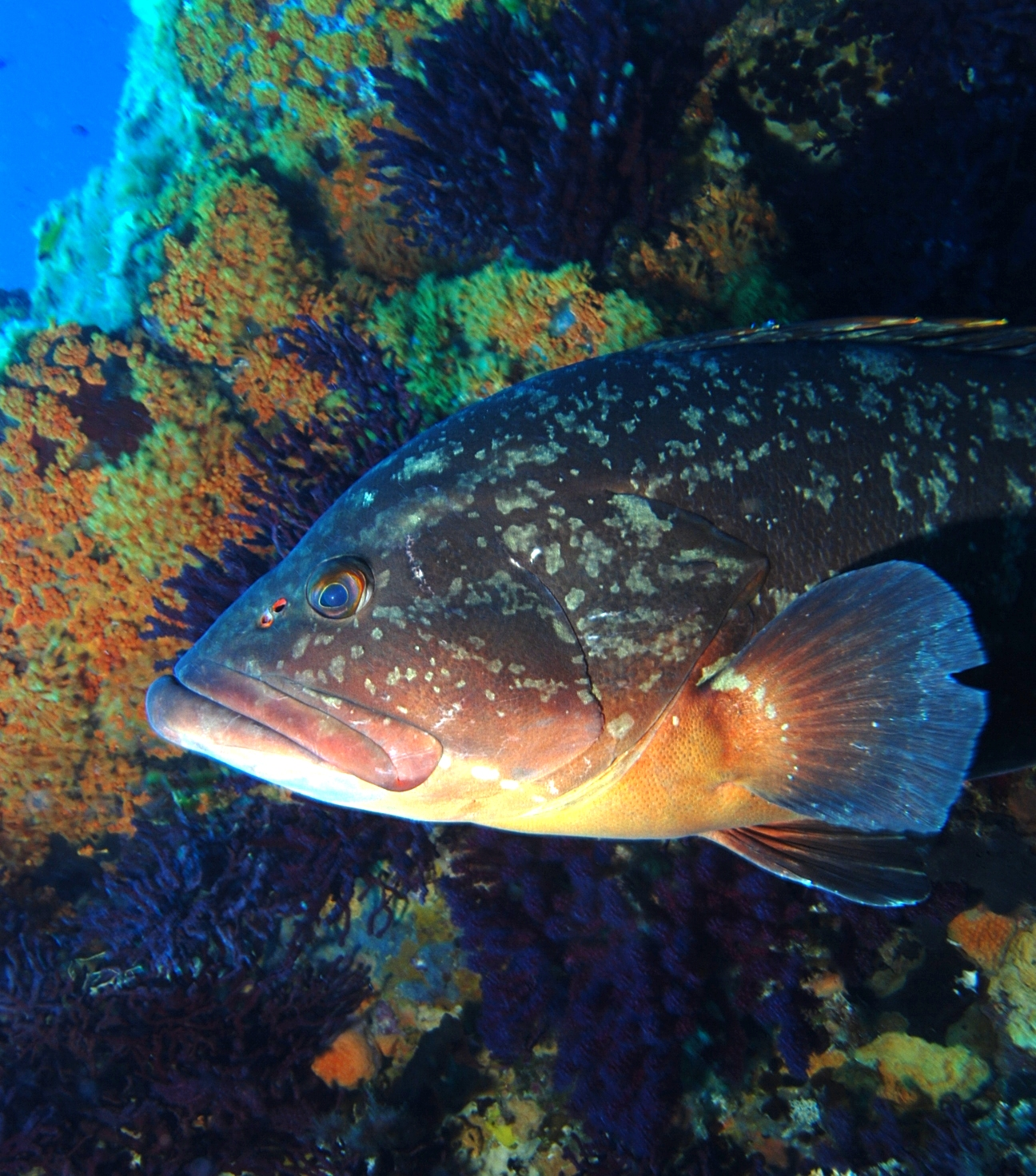
Kanic vroubený u korálového útesu

Kanic vroubený patří do čeledi kanicovití (Serranidae) a rodu kanic (Epinephelus). Druh popsal Percy Lowe roku 1834. Společně s ním je v tomto rodě, popsaném Murcusem Elieserem Blochem, zastoupeno ještě dalších 89 druhů.